# قمام عثكولي
قِمَام عُثْكُوليّ  نوع من التوت الأزرق في أمريكة الشمالية والذي أصبح محصولًا غذائيًا ذا أهمية اقتصادية كبيرة. موطنها الأصلي هو شرق كندا والشرق والجنوب للولايات المتحدة، من أُنْتَريُو شرقاً إلى نوفا سكوشا وجنوبًا حتى افْلُرِدَة وشرق تكساس. ووُطِّنَ في أماكن أخرى: أوروبا، اليابان، انْيُزِلَنْدَة، شمال غرب المحيط الهادئ من أمريكا الشمالية ، إلخ.

## وصف
شجيرة متساقطة الأوراق تطول وتعرض من 1.8 م حتى 3.7 م. توجد في الغابة الكثيفة. الأوراق الخضراء اللامعة الداكنة بيضاوية الشكل وتطول حتى خمسة سم. تتحول الأوراق في الخريف إلى الأحمر والبرتقالي والأصفر و / أو الأرجواني اللامع. الزهور طويلة على شكل جرس أو جرة بيضاء إلى زهرية فاتحة جدًا تطول 8.5 مم لثمرها قطر يكافئ قطر ثمار اللتوت الأزرق الأسود. يوجد هذا النبات في المناطق المشجرة أو المفتوحة ذات التربة الحمضية الرطبة. وهو رباعي الصبغيات ولا يتأبر ذاتيًا. تتطلب معظم مُستنبتاته مدة برودة تزيد عن 800 ساعة.

## تاريخ
يُعتقد أن العديد من الأنواع البرية من القِمام قد زرعها الأمريكيون الأصليون منذ آلاف السنين، مع حرق المحاصيل المتعمد في المناطق الشمالية الشرقية من الأدلة الأثرية. كان القمام العثكولي أحد الأنواع التي يُرجح استخدامها من قبل هذه الشعوب، وقد دَرَس هذا النوع واستأنسه كل من إلزَبِث كُلْمَن وَيْت وافردرك فِرنُن كُفِل في عام 1908.

## الاستخدامات
يعتبر التوت مصدرًا غذائيًا لطيور المحلية والمهاجرة والدببة والثدييات الصغيرة في الموائل الطبيعية. الغزلان والأرانب تعلف أوراقه.

### زراعة
القِمام العثكولي هو القِمام الأكثر شيوعًا تجاريًا في أمريكا الشمالية الحالية.ويزرع نباتاً للزينة في الحدائق المنزلية والحياة البرية ومشاريع تنسيق الحدائق الطبيعية. يجب أن يكون حمضيته عالية (4.5 إلى 5.5). 

## صالة عرض

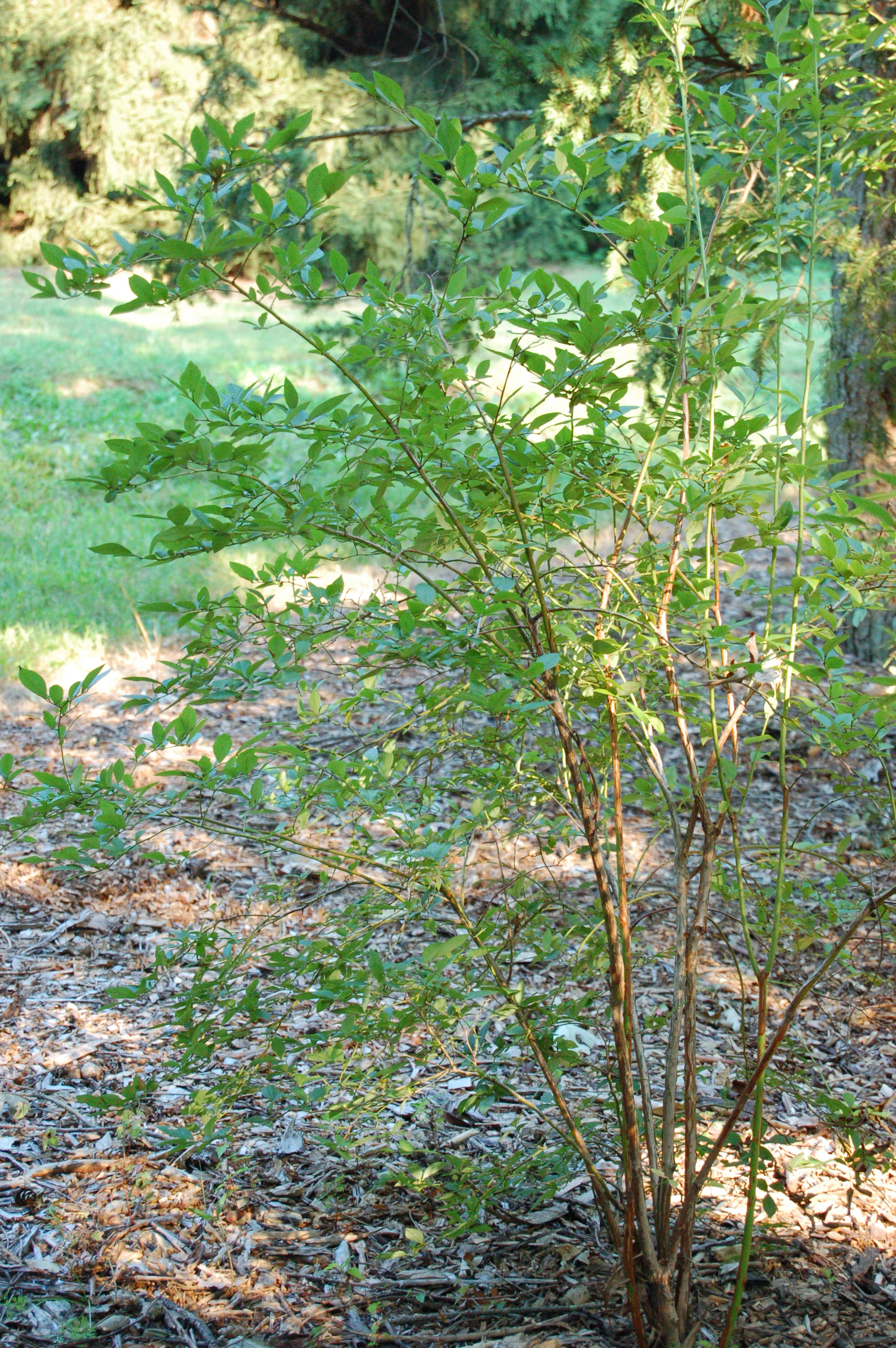
جنبة بالغة
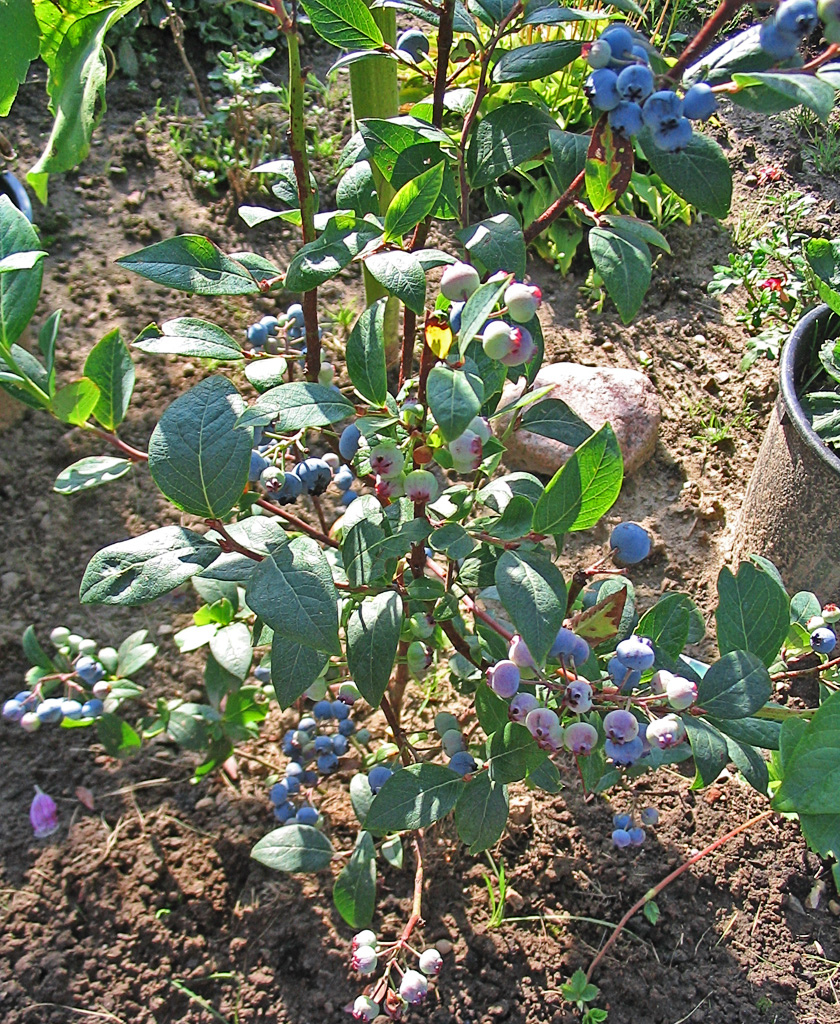
جنبة فتية لها ثمار
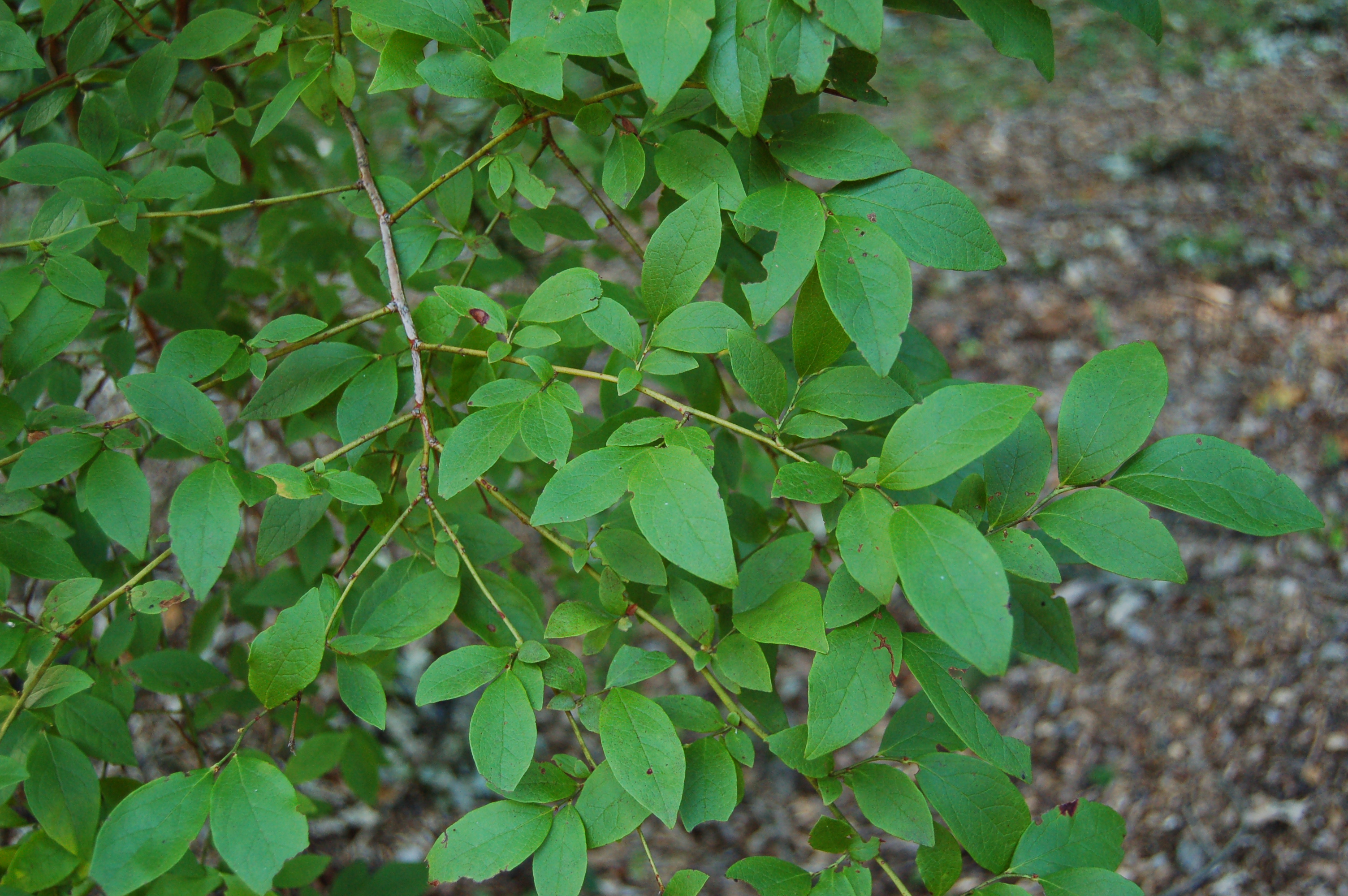
أوراق
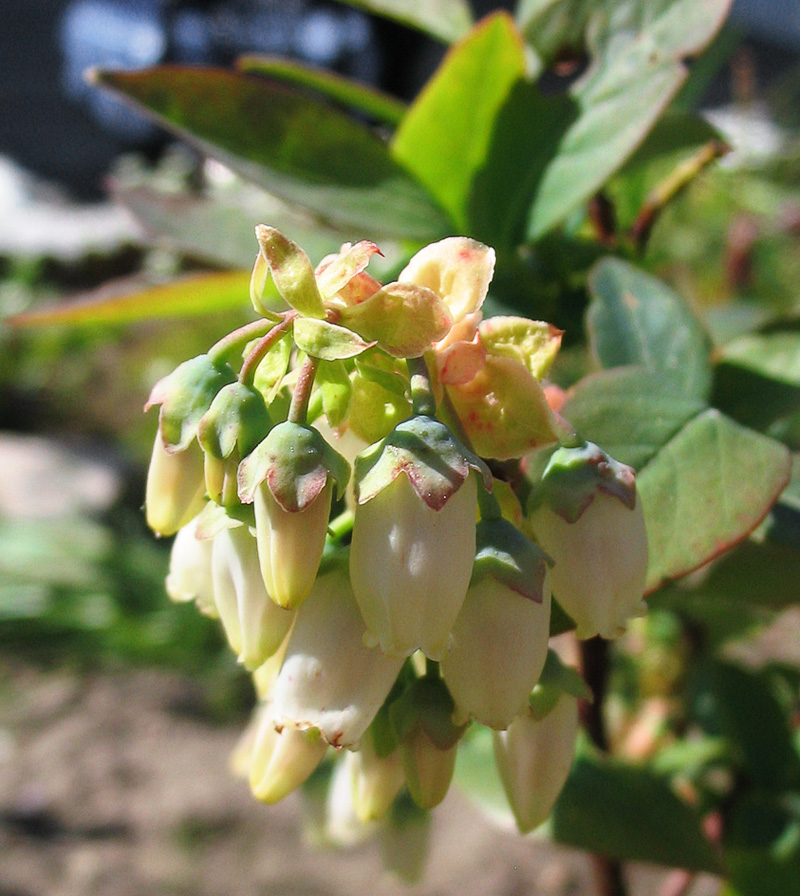
أزهار
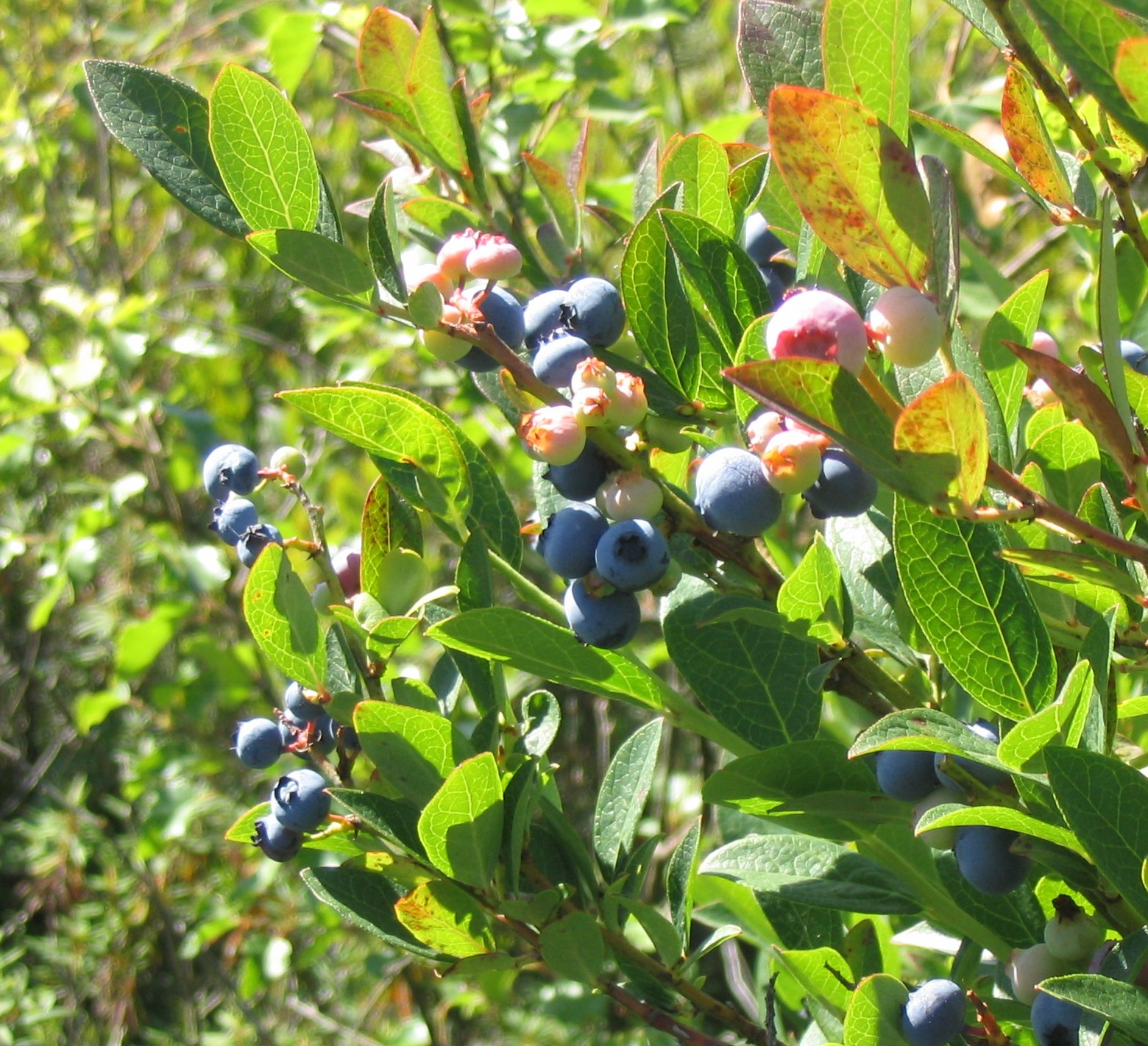
ثمار يانعة وثمار لم تينع بعد
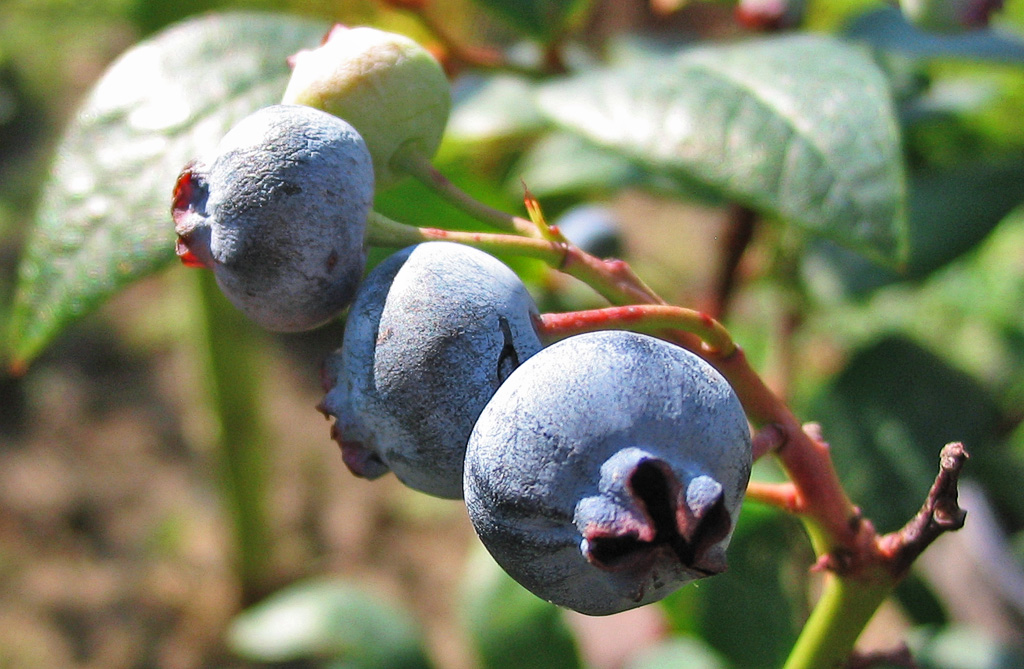
صورة قريبة للثمار
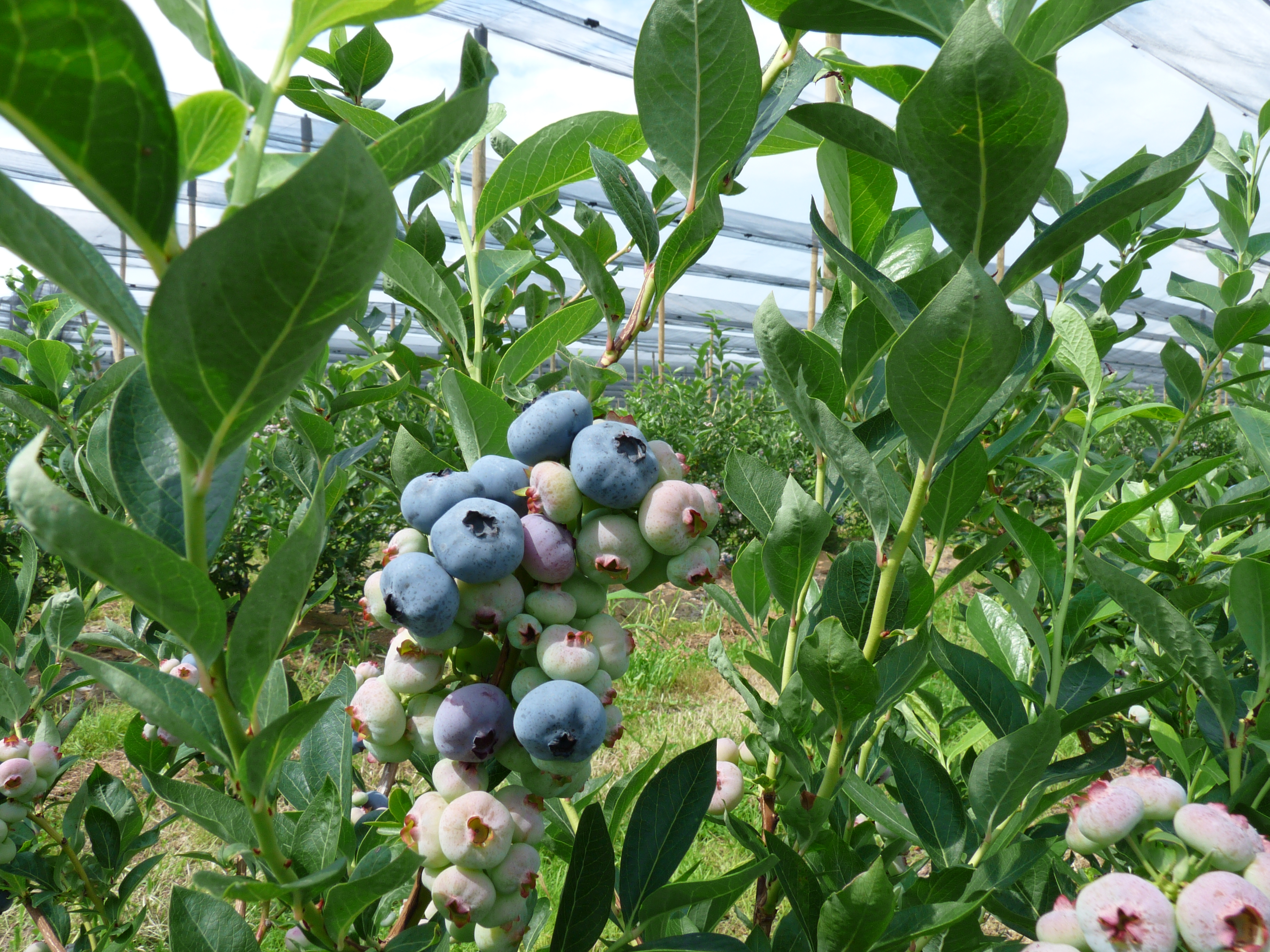
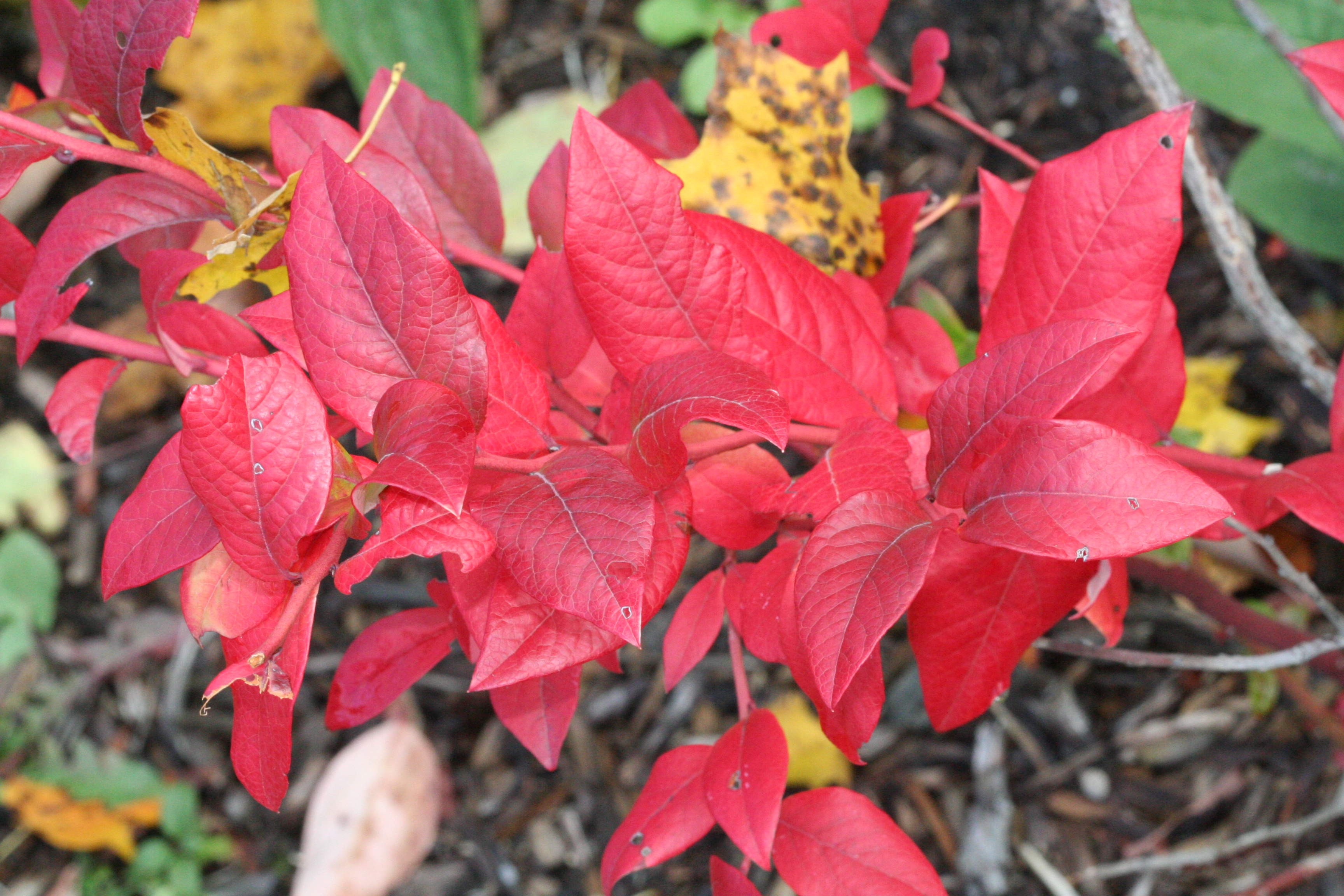
أوارقه في الخريف

## أنظر أيضا
- قِمام